# Rudolf Detering

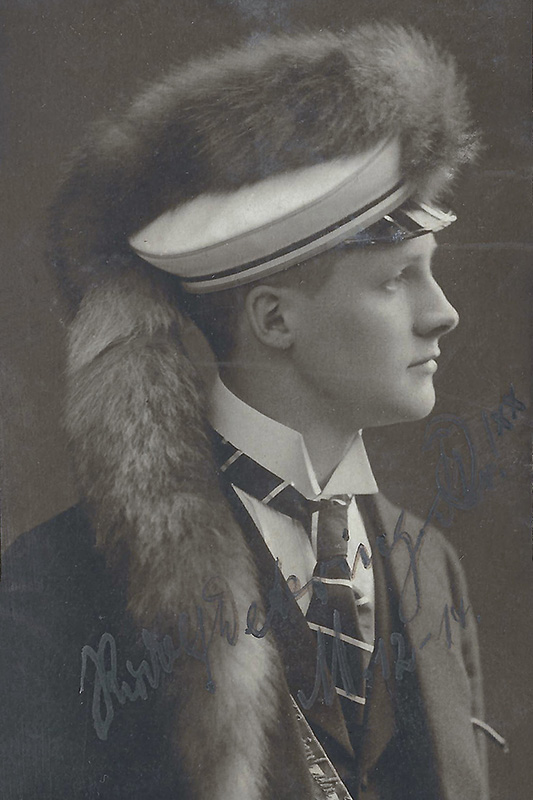
Rudolf Detering als Fuchsmajor des Marburger Wingolfs

Rudolf Detering (* 24. Oktober 1892 in Osnabrück; † 29. November 1977 in Hildesheim) war ein deutscher lutherischer Theologe und Landessuperintendent des Sprengels Hildesheim der Ev.-luth. Landeskirche Hannovers.

## Leben
Detering besuchte das Ratsgymnasium in Osnabrück und studierte nach Teilnahme am Ersten Weltkrieg als Artillerieoffizier Theologie in Marburg und Berlin. Er trat dem Marburger Wingolf bei. Am 21. Oktober 1920 wurde er ordiniert. Er war zunächst Hilfspfarrer an der Neustädter Kirche in Hannover, ehe er 1921 eine Pfarrstelle in Wietzen erhielt. 1928 wurde er Pfarrer an der Lutherkirche in Osnabrück, 1935 Pfarrer und Superintendent in Goslar. Bei der Bildung der Landessuperintendenturen 1936 wurde er von Landesbischof August Marahrens zum Landessuperintendenten des Sprengels Hildesheim-Harz in Goslar ernannt. Nach der Abtretung Goslars an die braunschweigische Landeskirche wurde der Dienstsitz des Landessuperintendenten 1943 nach Hildesheim verlegt. Zum neuen geistlichen Mittelpunkt des Sprengels wurde die Michaeliskirche in Hildesheim. Zum 1. Juli 1961 trat Detering mit Erreichen der Altersgrenze in den Ruhestand.
Als Vorstandsvorsitzender des damaligen Frauenheims der Inneren Mission in Himmelsthür bei Hildesheim (seit 1939), des Diakonissen-Mutterhauses Ariel in Göttingen-Weende, der Hildesheimer Blindenmission und der Westzentrale der Leipziger Mission war Detering auch im diakonischen Bereich engagiert. Als Vorsitzender des Vorstandes des Frauenheims in Himmelsthür (1939–1968) bewahrte er in der NS-Zeit die ca. 200 Kranken vor der „Euthanasie“. Unter seiner Leitung wuchs das Heim mit 1800 Betten zur größten Einrichtung dieser Art in Niedersachsen.
1948 gehörte Detering zu den Gründern der Evangelischen Kirchenbauhütte in Hildesheim.

## Auszeichnungen
- Bundesverdienstkreuz 1. Klasse (1957)
- Verdienstkreuz 1. Klasse des Niedersächsischen Verdienstordens (1969)